# Popstad
P3 Popstad var ett musikevenemang som hölls årligen mellan 1996–2005, då Sveriges Radio P3 utsåg en "årets popstad" i Sverige som hade ett "livaktigt, inspirerat och engagerat musikliv" inom populärmusik. Under några kvällar uppträdde musikakter från hela landet på stadens scener och i P3 stod evenemanget i fokus med direktsända konserter och intervjuer. Evenemanget inkluderade även föreläsningar, seminarier, panelsamtal, nattklubbar och popfrågesport. En samlings-cd släpptes med ett urval av evenemangets deltagande band och artister. Evenemanget grundades av P3-producenten Maths Broberg.
Den 23 januari 2006 meddelades att P3 Popstad skulle upphöra. Bland anledningarna till nerläggningen angav evenemangets producent Maths Broberg  att han ville sluta på topp, samtidigt som mycket av det allmänna publikintresset flyttats till TV-program som Idol och Fame Factory.

## Popstäder
| Årtal | Stad       | Artister (urval)                                                                             | Referenser        |
| ----- | ---------- | -------------------------------------------------------------------------------------------- | ----------------- |
| 1996  | Lund       | Wilmer X, Popsicle                                                                           | [ 1 ]             |
| 1997  | Umeå       | Refused, Sahara Hotnights, The Latin Kings, Meshuggah                                        | [ 1 ]             |
| 1998  | Eskilstuna | kent, The Soundtrack of Our Lives                                                            | [ 1 ]             |
| 1999  | Sundsvall  | Garmarna, Backyard Babies, Petter, Anna Stadling                                             | [ 1 ]             |
| 2000  | Malmö      | The Ark, Wilmer X, The Wannadies, Timbuktu, Brainpool, Blacknuss, David & the Citizens       | [ 1 ]             |
| 2001  | Göteborg   | Håkan Hellström , The Knife, In Flames, Dark Tranquillity, Hardcore Superstar, LOK, Evergrey | [ 1 ]             |
| 2002  | Skellefteå | The Wannadies, Fattaru, The Bear Quartet, Entombed, Patrik Isaksson, Frida Hyvönen           | [ 1 ]             |
| 2003  | Växjö      | The Ark, Looptroop Rockers, Melody Club, The Sounds, Mustasch, The Haunted, The Mo           | [ 1 ]             |
| 2004  | Jönköping  | The Cardigans, In Flames, Backyard Babies, The Mo, Broder Daniel, Lisa Miskovsky             | [ 1 ] [ 3 ] [ 4 ] |
| 2005  | Stockholm  | Infinite Mass, Bergman Rock, Anna Ternheim, Weeping Willows, Tiger Lou, Ison & Fille         | [ 1 ]             |

### Fotnoter
1. 1 2 3 4 5 6 7 8 9 10 11 12  Patrik Andersson (23 januari 2020). ”P3 lägger ned Popstad” (på svenska). Göteborgsposten. https://www.gp.se/kultur/p3-l%C3%A4gger-ned-popstad-1.1147585. Läst 9 mars 2020.
2. ↑  ”P3 Popstad 2003”. https://zeromagazine.nu/2003/03/22/p3-popstad-2003-popfesten-i-vxj/. Läst 12 januari 2021.
3. ↑  Kristin Lundell (16 februari 2004). ”Årets Popstad full av besvikelser” (på svenska). Svenska Dagbladet. https://www.svd.se/arets-popstad-full-av-besvikelser. Läst 9 mars 2020.
4. ↑  Michael Joelsson (28 september 2016). ”Vad vill vi betala för ett levande musikliv” (på svenska). Jönköpingsposten. https://www.jp.se/artikel/vad-vill-vi-betala-for-ett-levande-musikliv. Läst 9 mars 2020.[död länk]